# Marija Vrsaljko
Marija Vrsaljko, coniugata Režan (Zara, 8 agosto 1989), è un'ex cestista croata.

## Carriera
Dal 2012 al 2015 ha militato nel Perfumerías Avenida di Salamanca.
Con la Croazia ha disputato i Giochi olimpici di Londra 2012 e i Campionati europei del 2013.